# Dactylospora
Dactylospora is een geslacht van korstmossen behorend tot de familie Dactylosporaceae. De typesoort is Dactylospora floerkei.

## Soorten
Volgens Index Fungorum bevat het geslacht drie soorten (peildatum mei 2023):
| Soortnaam               | Auteur(s)                 | Publicatiejaar |
| ----------------------- | ------------------------- | -------------- |
| Dactylospora bloxamii   | (Berk & Broome) Hafellner | 1979           |
| Dactylospora floerkei   | Körb.                     | 1855           |
| Dactylospora scapanaria | (Carrington) D. Hawksw.   | 2003           |